# Liste des édifices religieux de Nantes

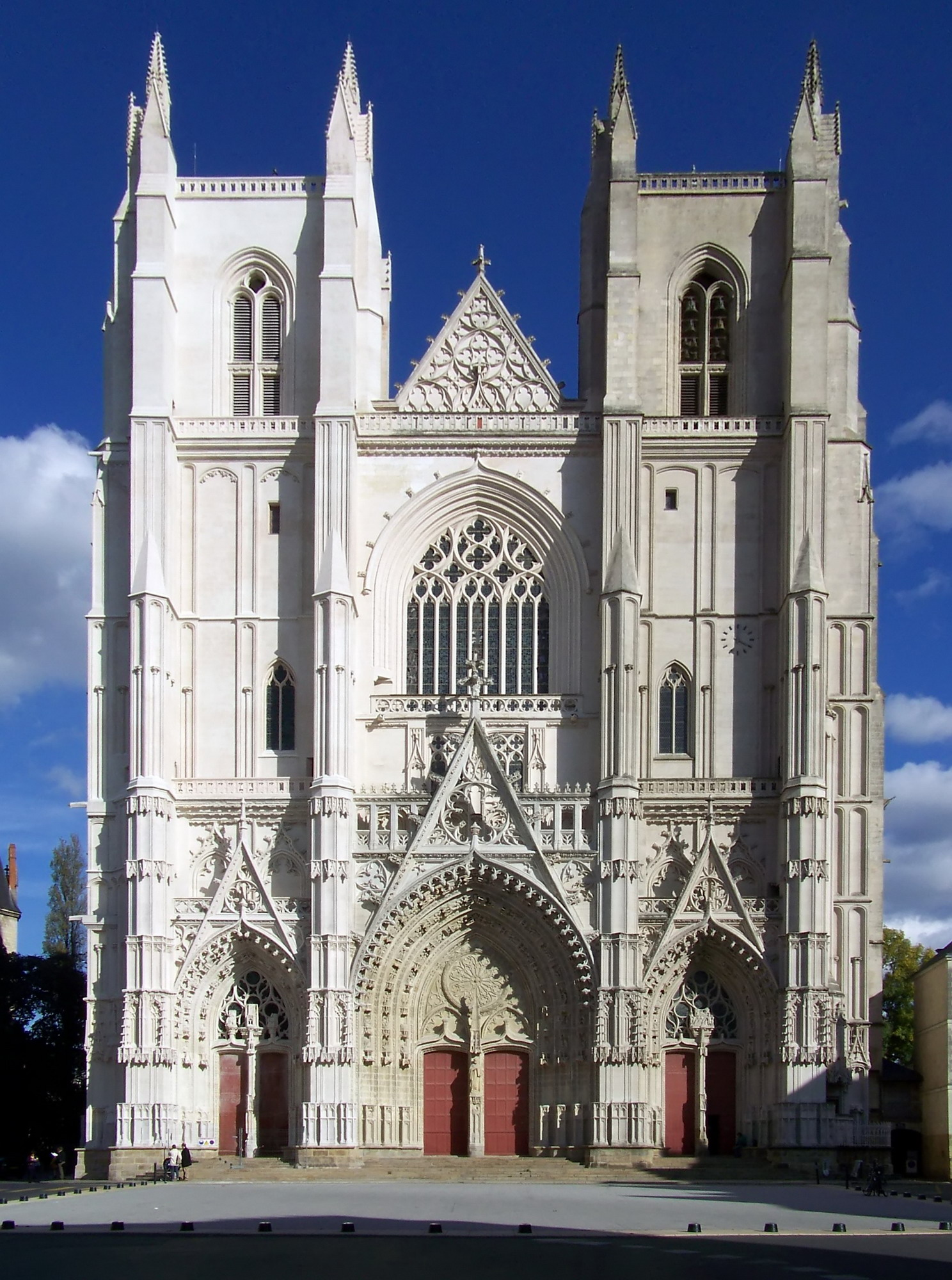
Cathédrale de Nantes.

Cet article recense les lieux de culte des différentes religions sur la commune de Nantes, dans le département français de la Loire-Atlantique.

## Culte catholique
Nantes possède un patrimoine religieux important avec un grand nombre de lieux de culte. Les églises, érigées avant la séparation de l’Église et de l’État (1905), appartiennent à la ville de Nantes. Celles postérieures à cette date appartiennent aux diocèses,.
NB : Les bâtiments classés comme monuments historiques sont marqués ici en gras.

### Cathédrale
- Cathédrale Saint-Pierre-et-Saint-Paul : édifice de style gothique. Elle est située sur la place Saint-Pierre. Sa construction s'étala de 1434 à 1891. Cette cathédrale fait l’objet d’un classement au titre des monuments historiques par la liste de 1862[2].
Un incendie volontaire, le samedi 18 juillet 2020, cause d'importants dégâts. En particulier le grand orgue, érigé dès le XVIIe siècle, est entièrement détruit. L'édifice est en travaux.

### Églises et basiliques
- Basilique Saint-Nicolas place Félix Fournier : l'un des premiers projets néo-gothiques de France, construite par Jean-Baptiste Antoine Lassus, élève d'Eugène Viollet-le-Duc, au XIXe siècle. Cette église fait l’objet d’un classement au titre des monuments historiques depuis le 6 novembre 1986[3].
- Basilique Saint-Donatien-et-Saint-Rogatien, place des Enfants Nantais : construite fin XIXe -début XXe siècle par Émile Perrin et Louis Liberge, elle abrite le sarcophage des saints patrons de la ville Donatien et son frère Rogatien (datant du IVe siècle).
- Église Sainte-Thérèse, route de Vannes : construite de 1935 à 1963 par les architectes nantais René Ménard et Maurice Ferré, c'est une église de style romano-byzantin construite en béton avec parements en brique.
- Église Sainte-Croix, place Sainte-Croix : église du XVIIe siècle surmontée d'un beffroi communal dessiné par Henri-Théodore Driollet. Le chevet est de l'architecte Théodore Nau
- Église Notre-Dame-de-Bon-Port (dite Saint-Louis) situé place du Sanitat et construite en 1846 par les architectes Saint-Félix Seheult et Joseph-Fleury Chenantais. Cette église fait l’objet d’un classement au titre des monuments historiques depuis le 29 octobre 1975[4].
- Église Saint-Martin place du Bourg Chantenay-sur-Loire (fin XVIIIe - début XIXe siècle). Cette église fait l’objet d’un classement au titre des monuments historiques depuis le 26 mars 1990[5].
- Église Sainte-Anne, rue Saint Gohard.
- Église Saint-Augustin, rue des Roches Grises.
- Église Saint-Bernard, route de Saint-Joseph.
- Église Saint-Clair, place Saint-Clair.
- Église Saint-Clément, rue Joffre.
- Église Saint-Dominique, rue des Renards.
- Église Sainte-Élisabeth, rue des Coulmiers.
- Église Saint-Émilien, rue François Bruneau.
- Église Saint-Étienne, square des Rossignols XXe siècle.
- Église Saint-Félix, place Saint-Félix.
- Église Saint-François-d'Assise, rue de la Bourgeonnière.
- Église Saint-François-de-Sales, rue des Agenêts.
- Église Saint-Georges des Batignolles, boulevard de la Beaujoire.
- Ancienne église Saint-Georges des Batignolles, avenue de la Gare Saint-Joseph (actuel Studio Saint-Georges des Batignolles)
- Église Saint-Jacques de Pirmil, rue Saint-Jacques.
- Église Saint-Jean-Baptiste, rue Louis Guiotton.
- Église Saint-Jean-Bosco, rue du Moulin des Carmes.
- Église Saint-Joseph de Porterie, rue du Bêle.
- Église Saint-Laurent, place des Dervallières.
- Église Saint-Luc, rue Jules Noël (une des premières églises polyvalentes de France)
- Église Sainte-Madeleine, boulevard Gustave Roch.
- Église Saint-Marc, boulevard de Sarrebruck XXe siècle
- Église Saint-Médard du Vieux-Doulon, rue de la Papotière Doulon.
- Église Saint-Michel de la Croix-Bonneau, rue des Pavillons.
- Église Notre-Dame-de-Lourdes, rue du Chanoine Poupard.
- Église Notre-Dame-des-Lumières, allée Titus Brandsma.
- Église Notre-Dame-de-Toutes-Aides, place Victor Basch.
- Église Notre-Dame-de-Toutes-Joies, rue Chanoine Courtonne.
- Église Saint-Pasquier, rue Jules Simon.
- Église Saint-Similien, place Similien.
- Église Saint-Yves, désaffectée rue Marange Sylvange.

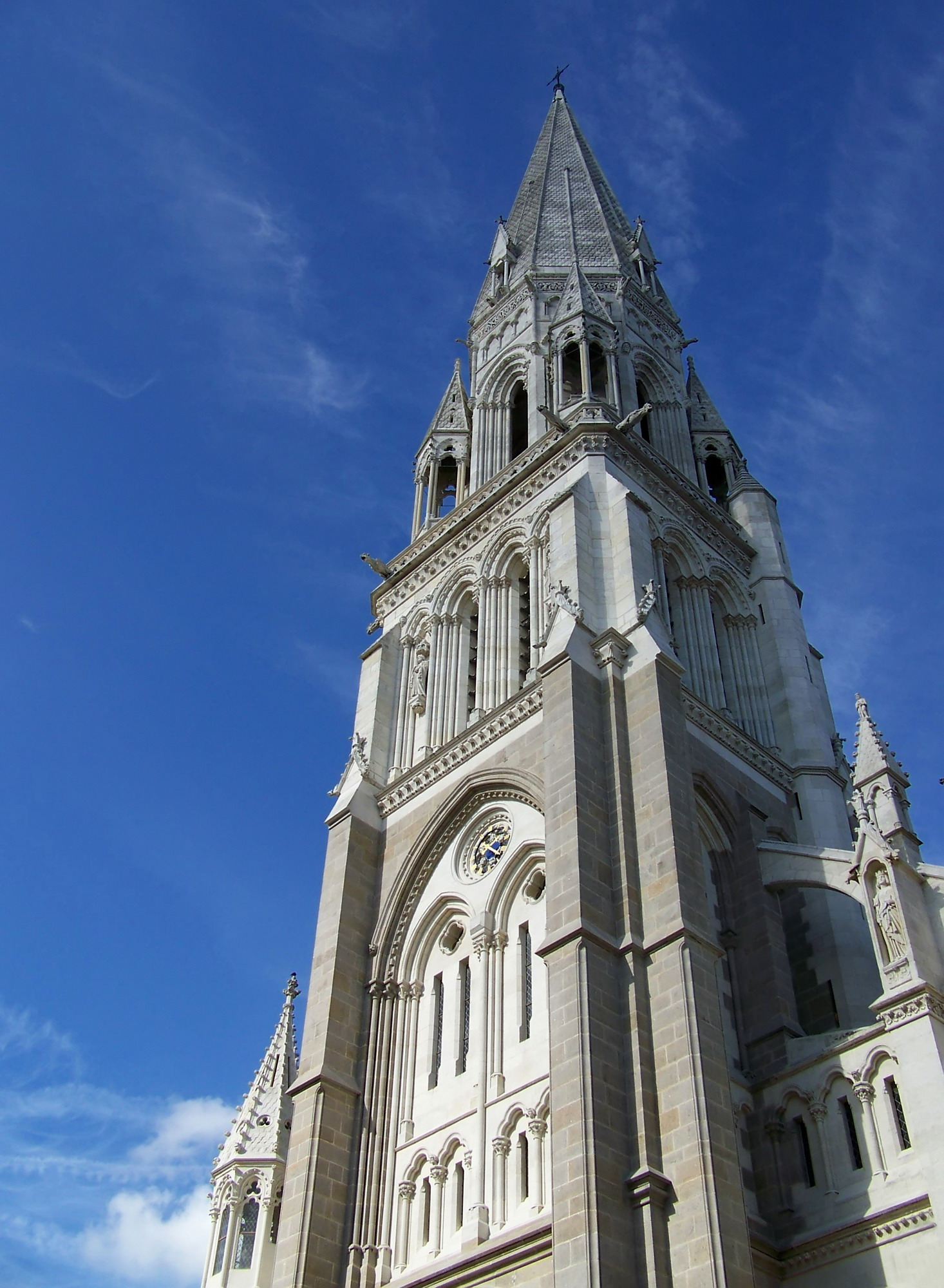
Basilique Saint-Nicolas
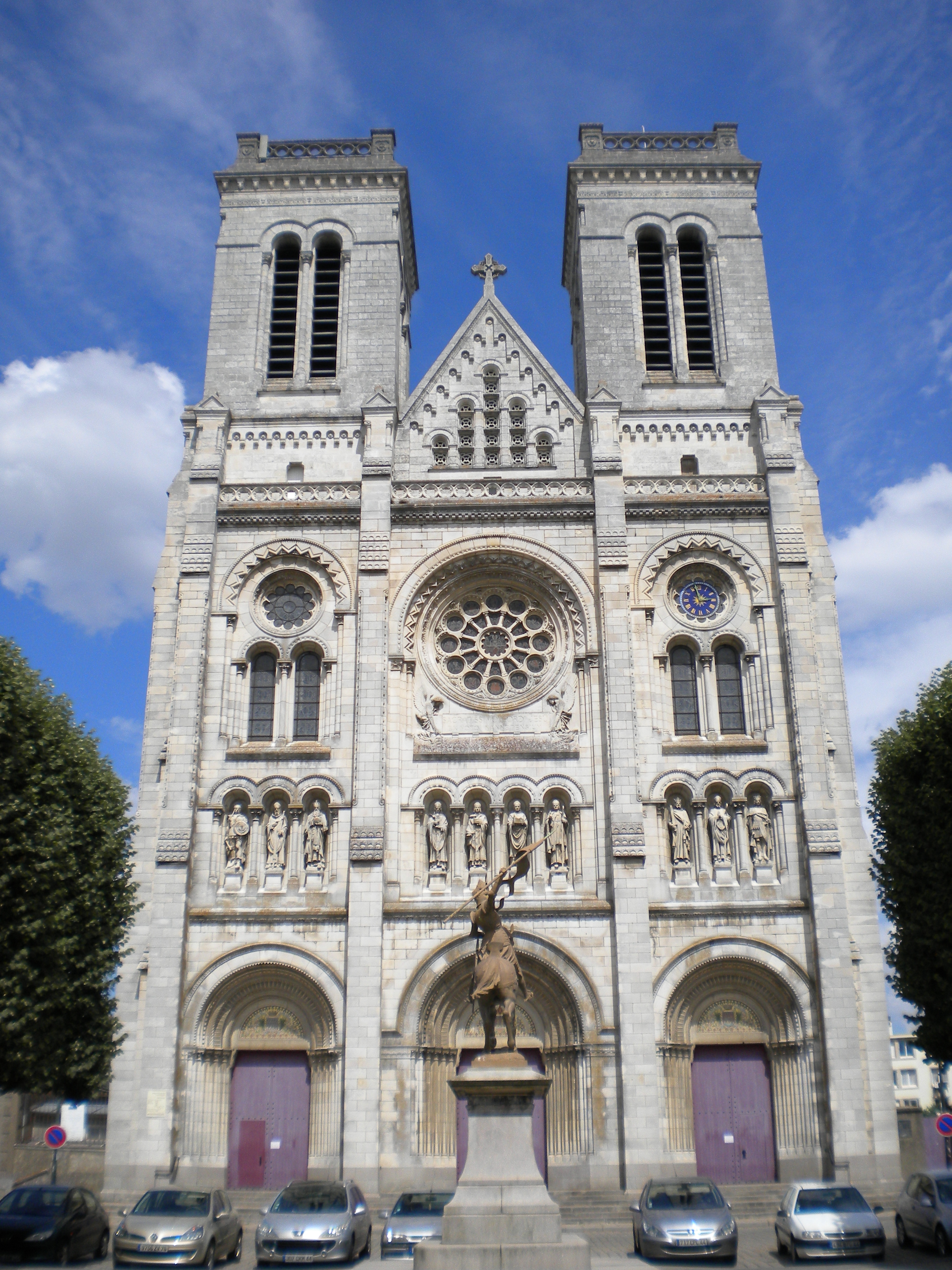
Basilique Saint-Donatien-et-Saint-Rogatien
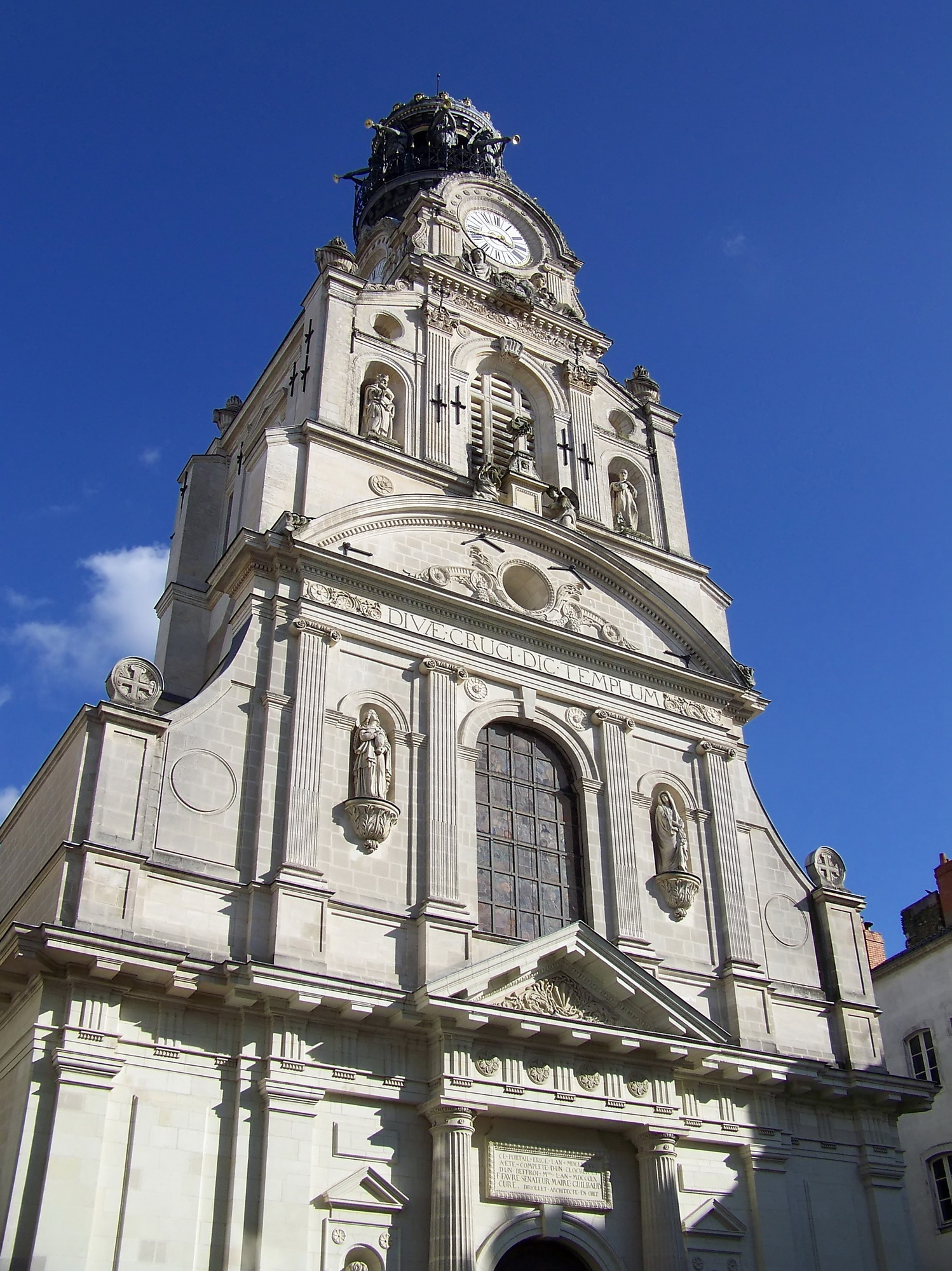
Église Sainte-Croix
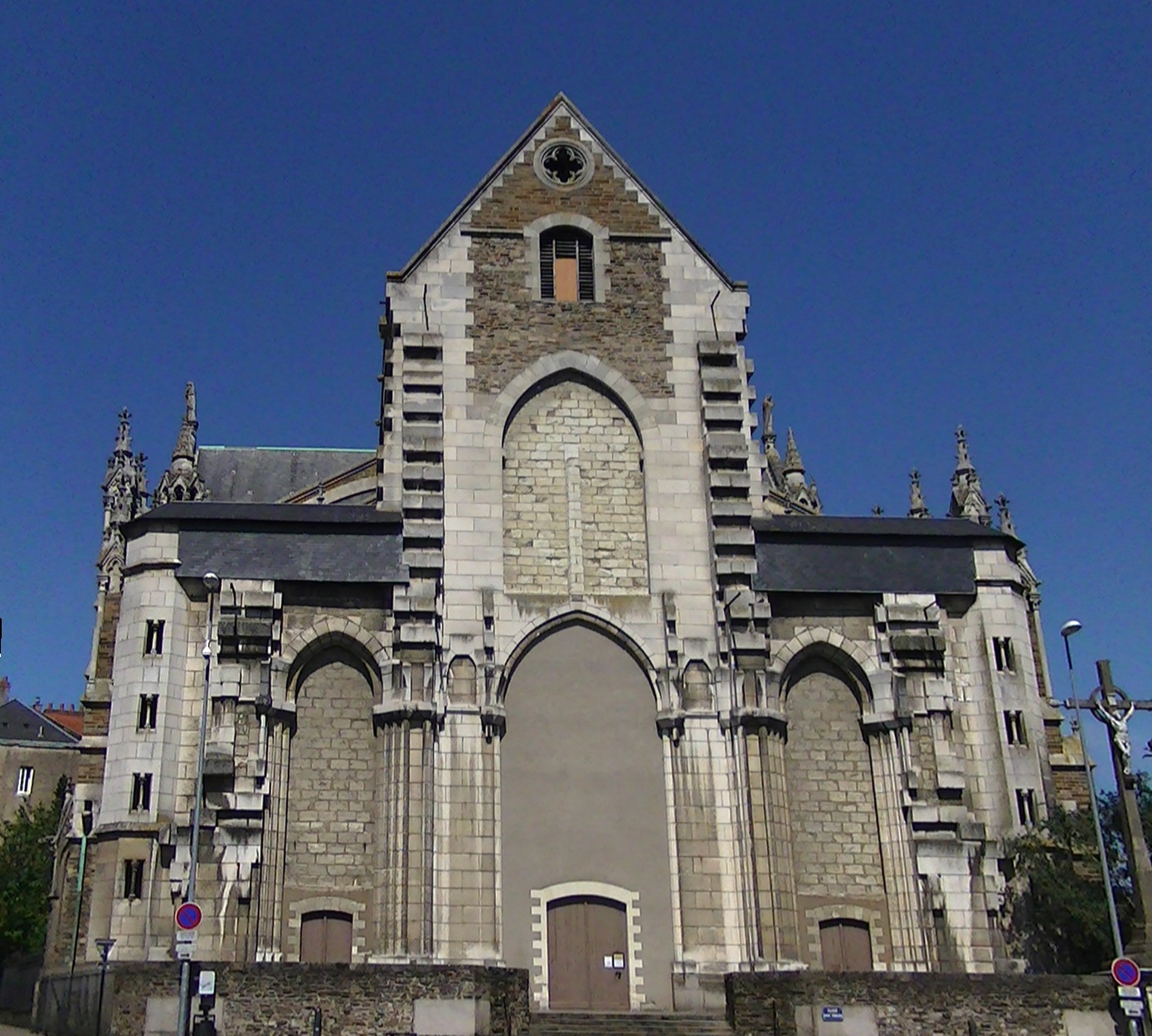
Église Saint-Similien
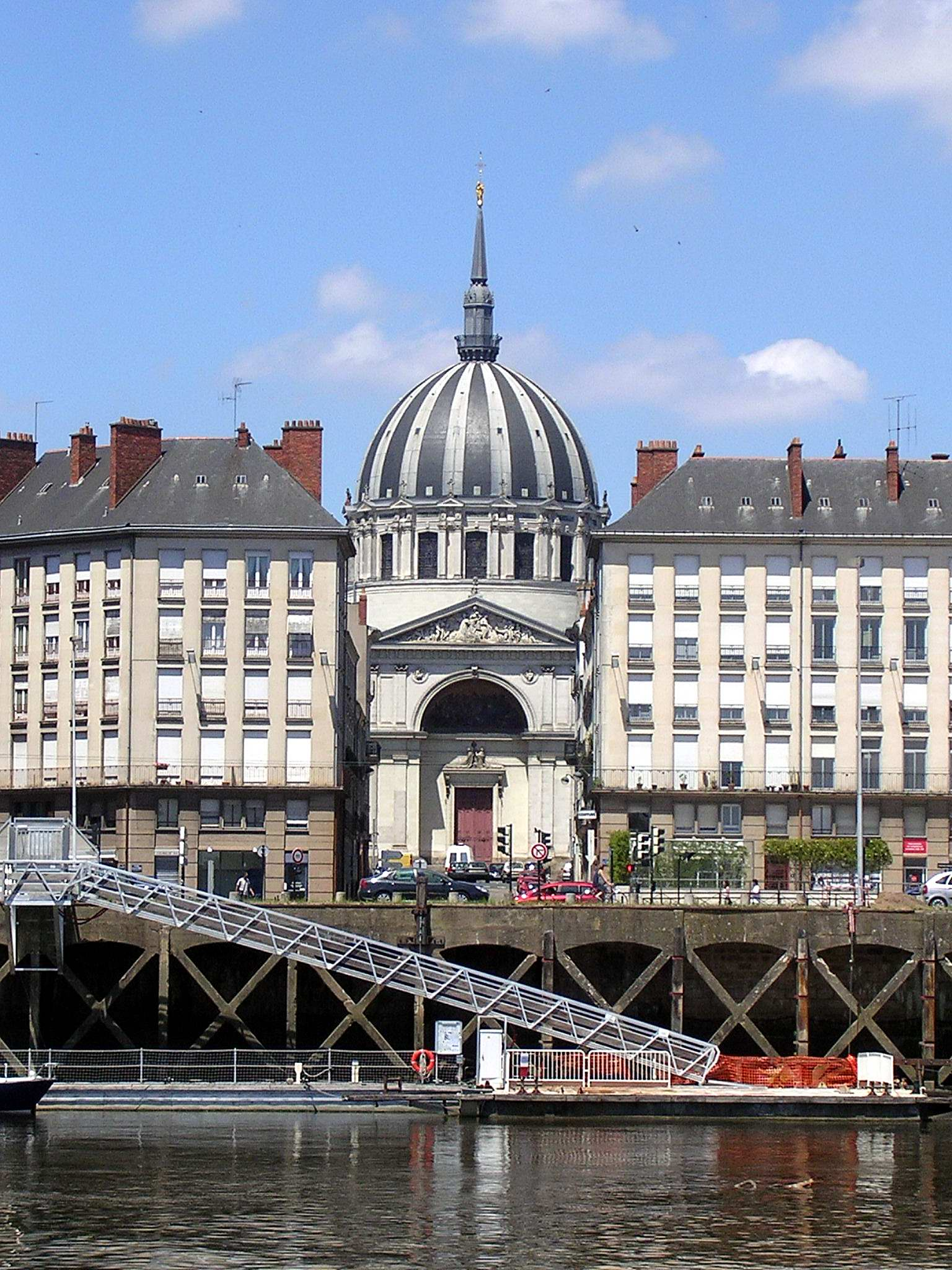
Église Notre-Dame-de-Bon-Port
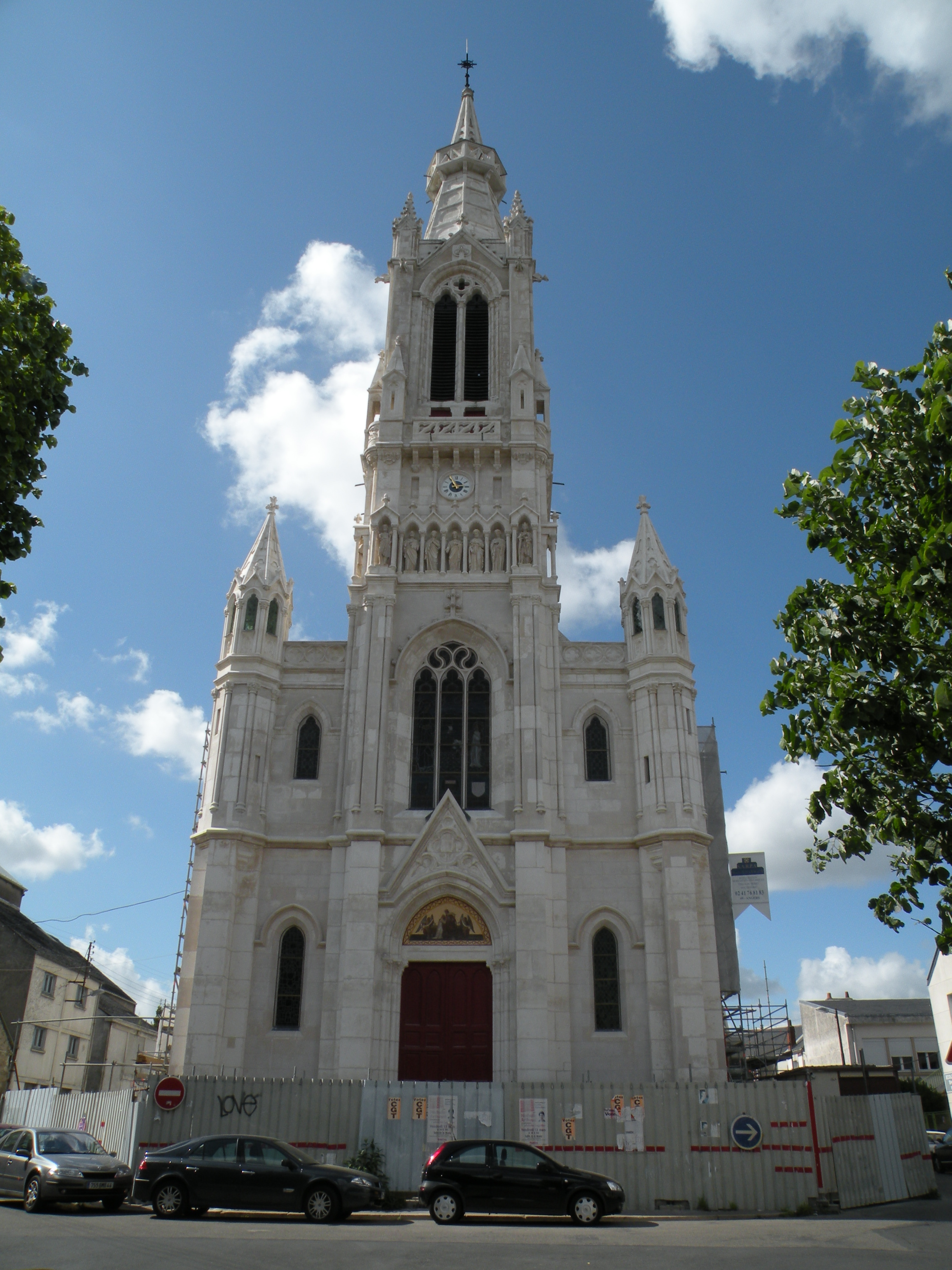
Église Saint-Anne
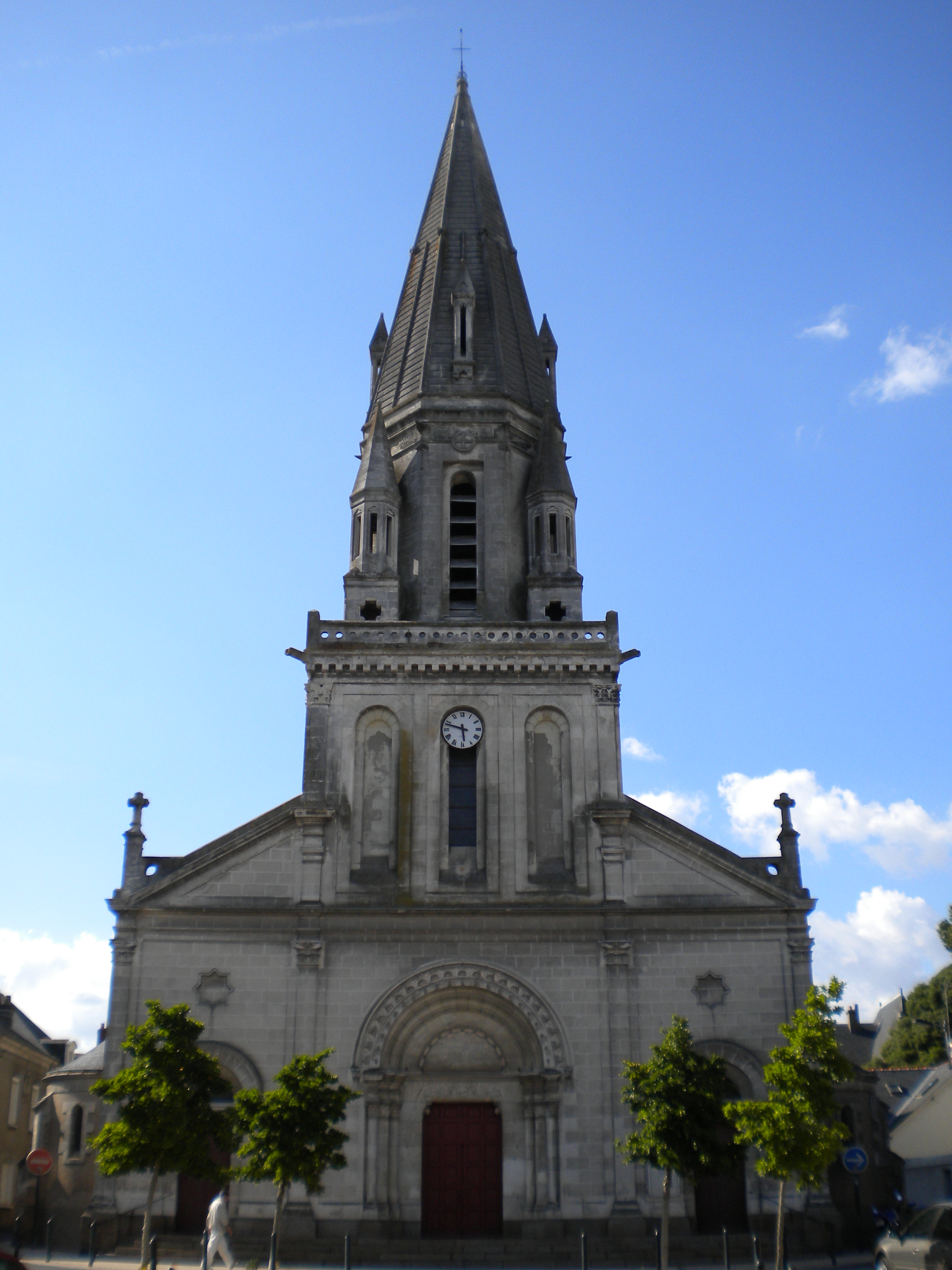
Église Saint-Clair
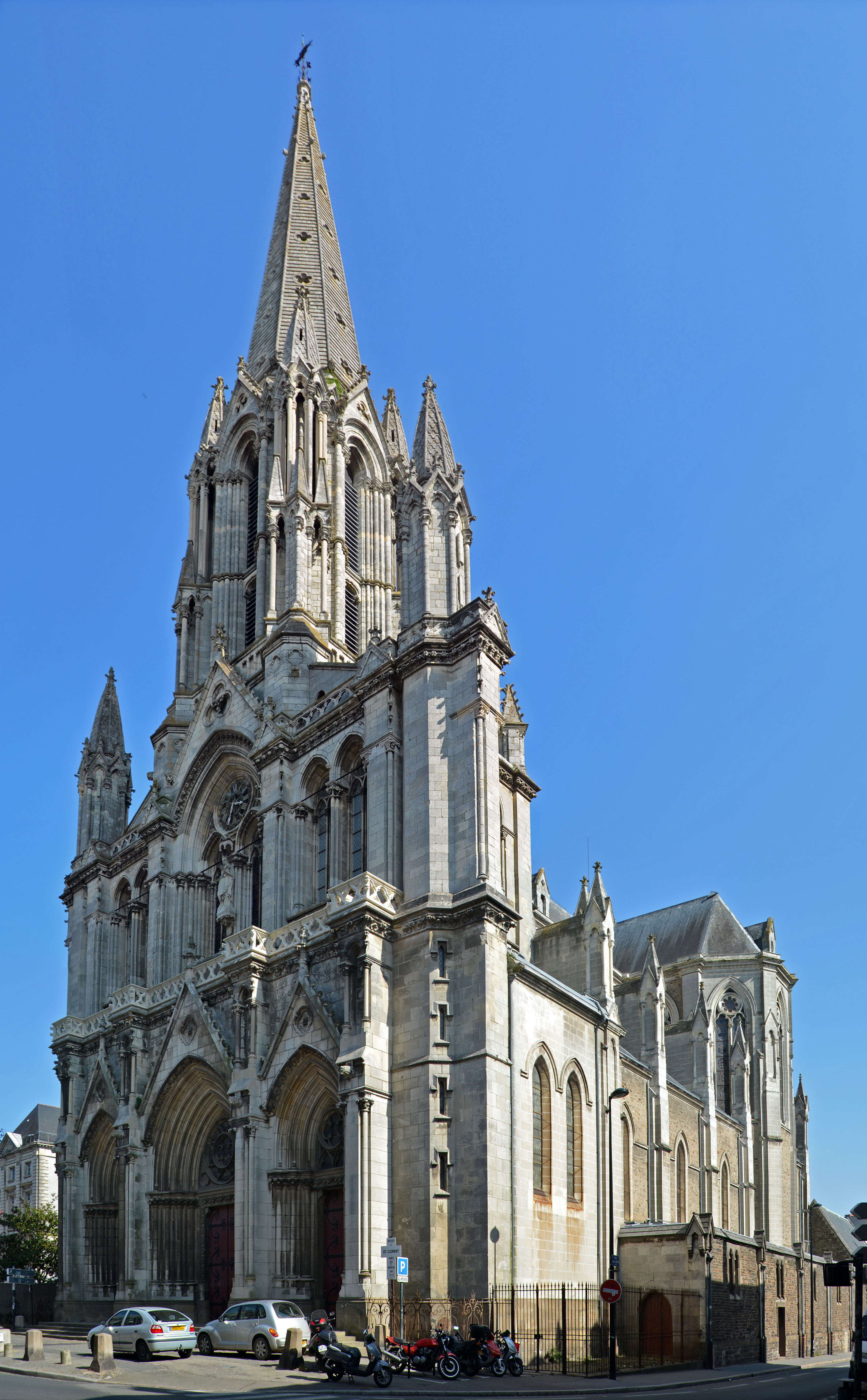
Église Saint-Clément
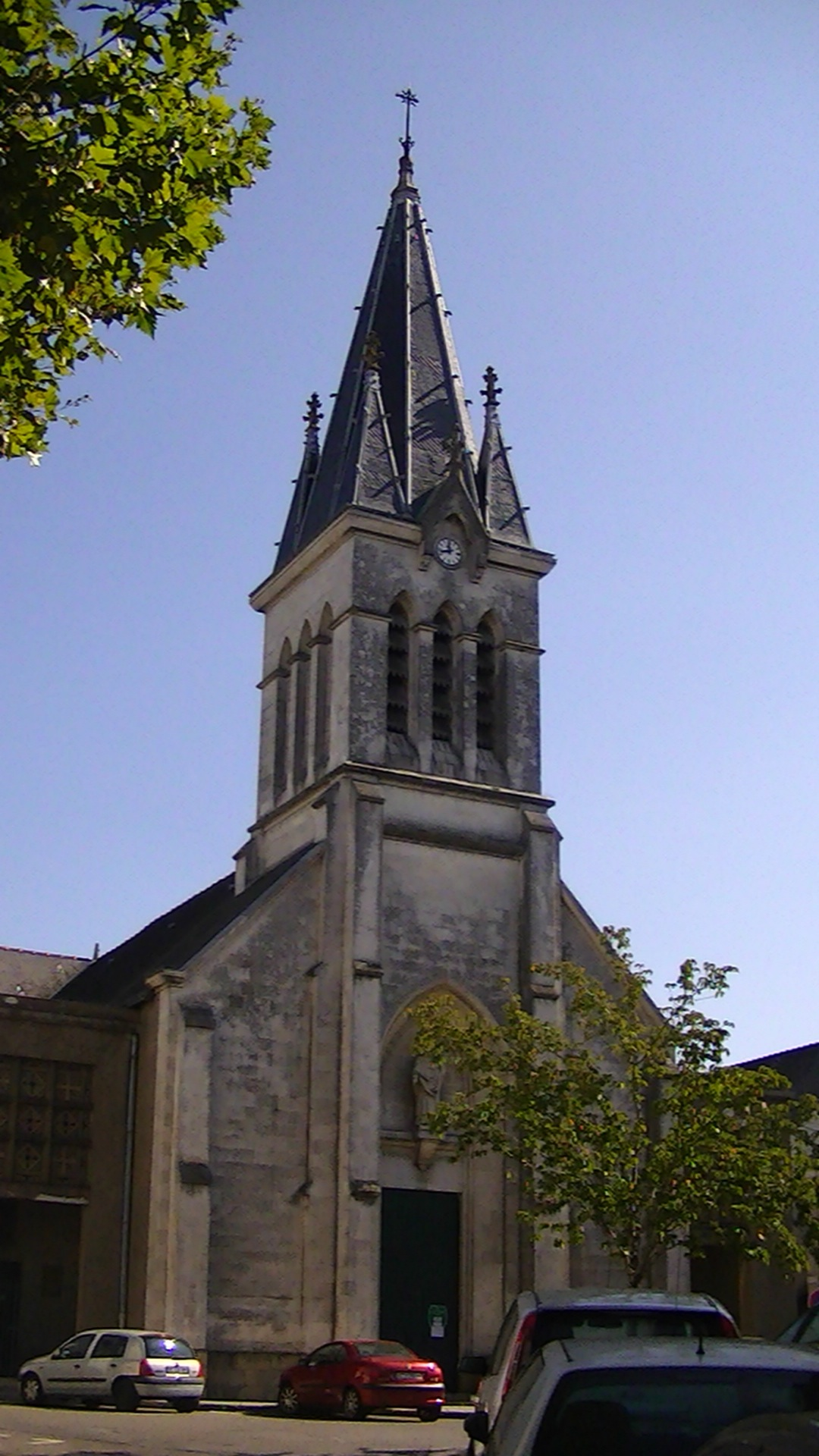
Église Saint-Félix
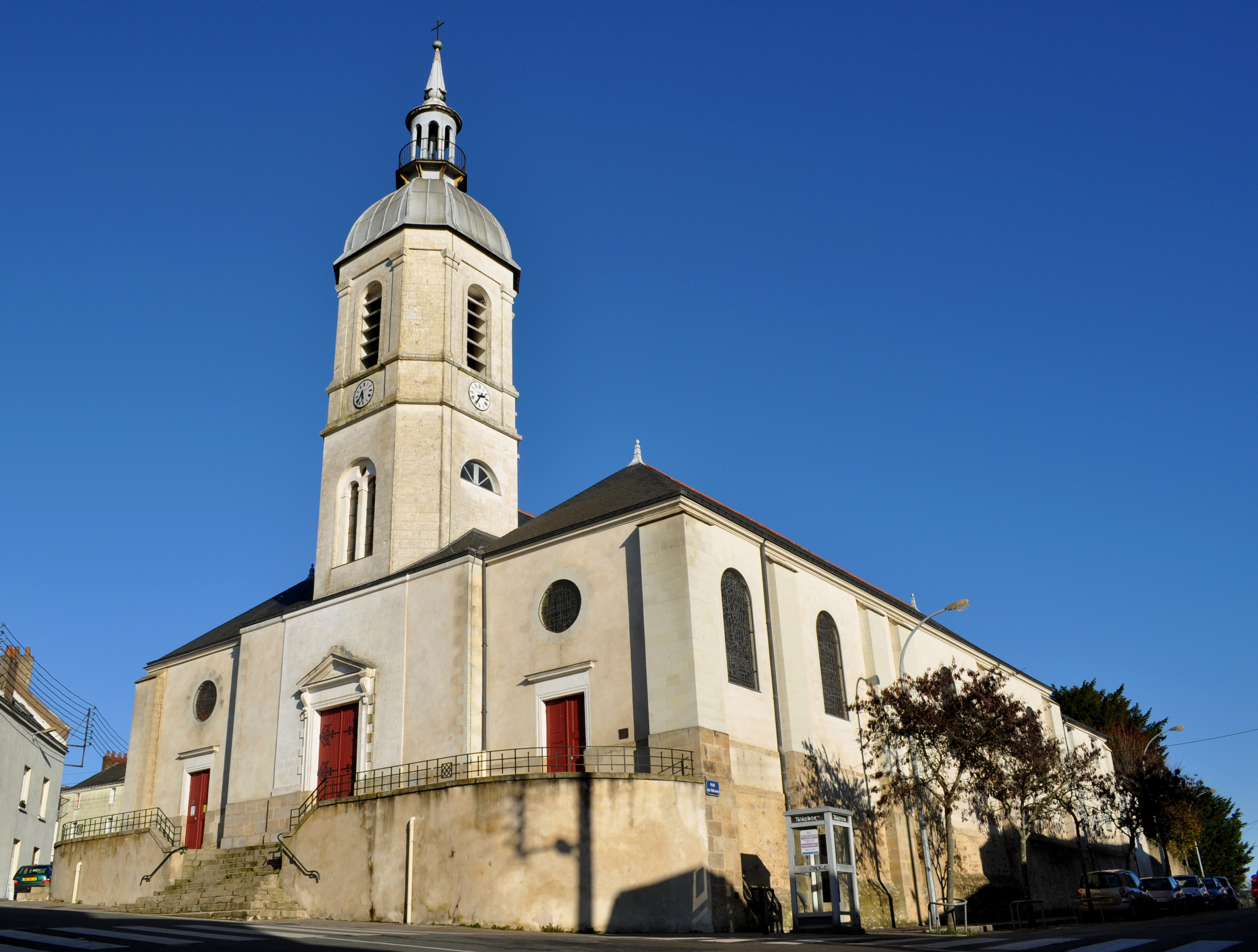
Église Saint-Martin
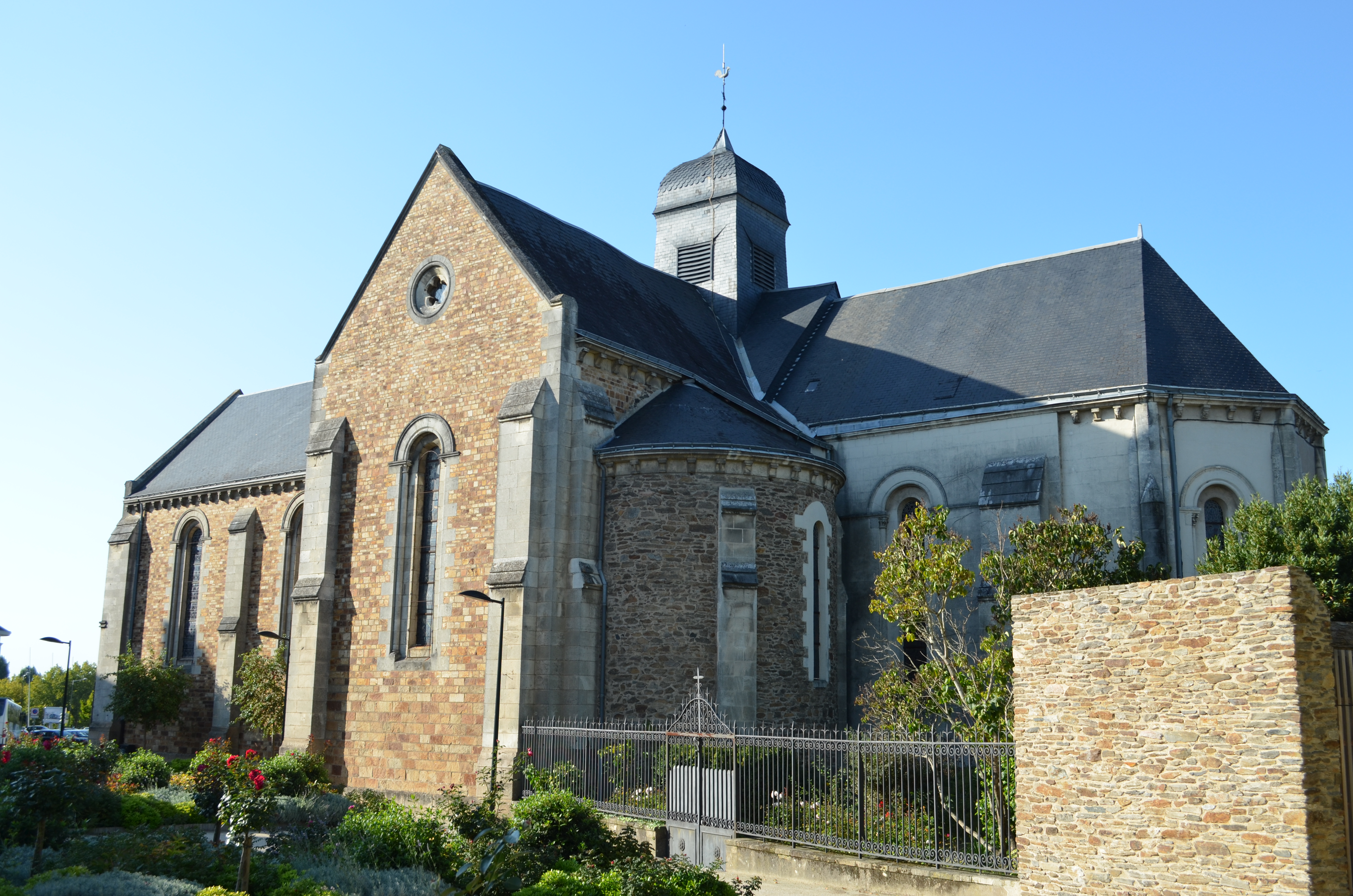
Église Saint-Jacques de Pirmil
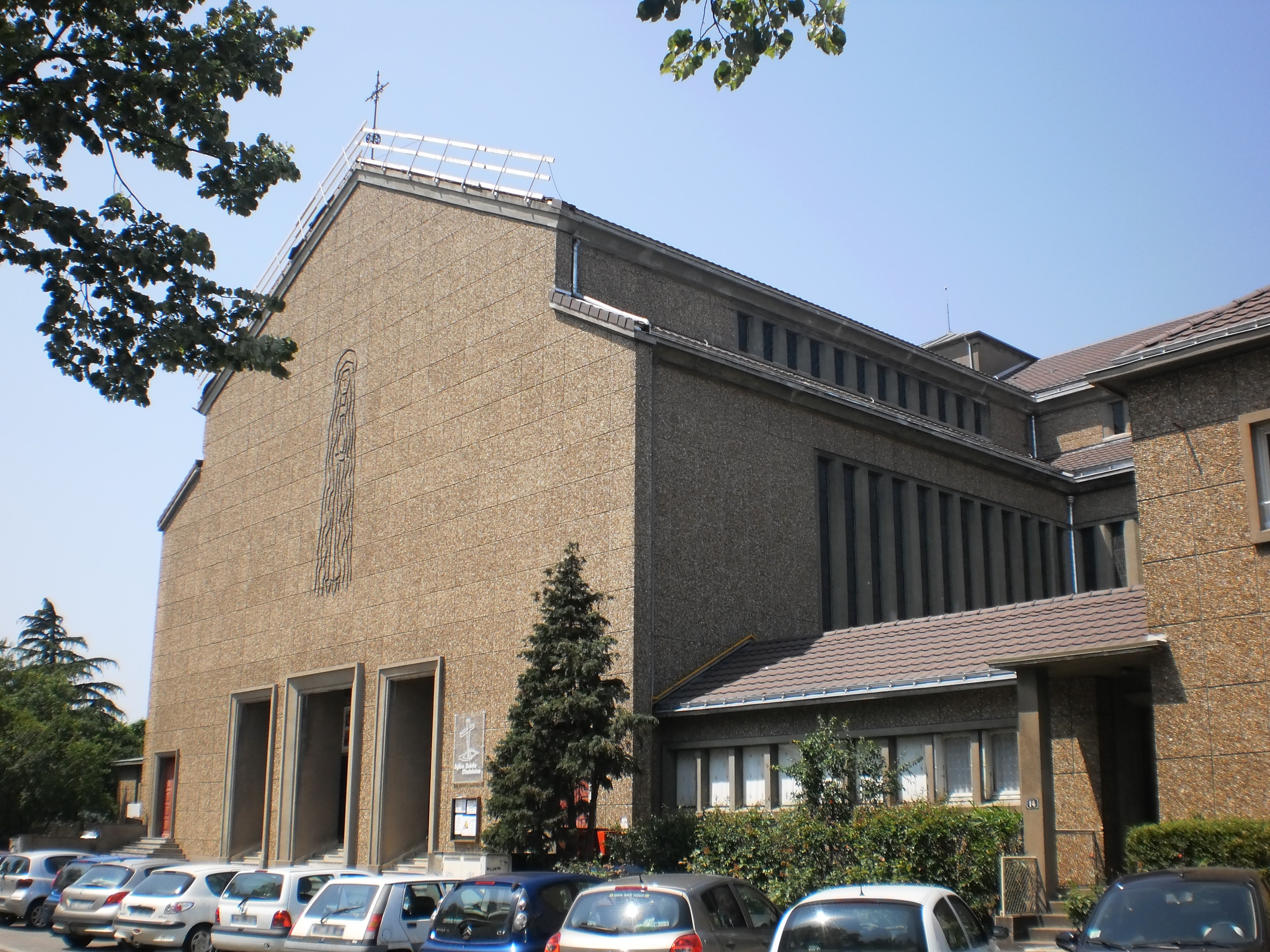
Église Sainte-Madeleine
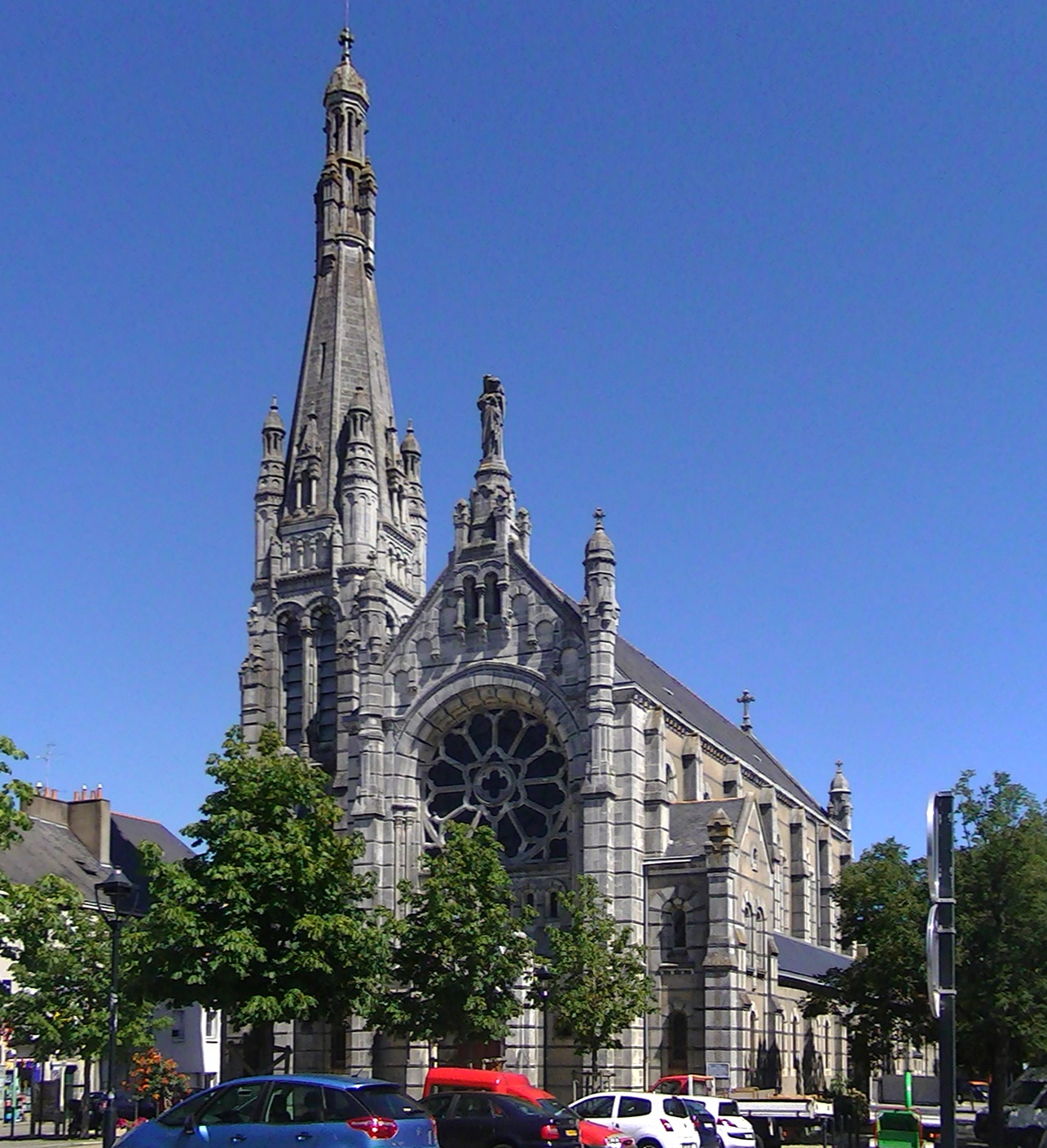
Église Notre-Dame-de-Toutes-Aides

### Chapelles
- Chapelle de l'Oratoire place de l'Oratoire. Cette chapelle fait l'objet d'un classement au titre des monuments historiques depuis le 28 mars 1952[6].
- Chapelle Notre-Dame-de-Bonsecours rue Bon-Secours, datant de la fin du XVIIIe siècle. Cette chapelle fait l'objet d'une inscription au titre des monuments historiques depuis le 26 décembre 1984[7].
- Chapelle Saint-Étienne rue Evêque-Émilien (anciennement connue sous le vocable de « Saint-Georges » ou de « Saint Agapit »), située dans le cimetière jouxtant la Basilique Saint-Donatien et Saint-Rogatien, il s'agit du plus ancien édifice religieux du diocèse puisque son mur occidental remonte au début du VIe siècle[8]. Cette chapelle fait l'objet d'une inscription au titre des monuments historiques depuis le 21 décembre 1984[9].
- Chapelle Notre-Dame-de-l'Immaculée-Conception rue Malherbe : chapelle gothique du XVe siècle qui se situe rue Malherbe dans le centre historique de Nantes, à proximité du lycée Georges-Clemenceau. Cette chapelle fait l'objet d'une inscription au titre des monuments historiques depuis le 28 octobre 1991[10].
- Chapelle de l'hôpital Saint-Jacques rue Joliot-Curie.
- Chapelle de la Chantrerie route de Gachet.
- Chapelle Saint-Stanislas : située dans la rue du même nom, le dimanche, au matin, les messes y sont célébrées selon la « forme extraordinaire du rite romain » par les prêtres de la Fraternité sacerdotale Saint-Pierre.
- Chapelle du Séminaire Saint-Jean, rue du Cardinal-Richard.
- Chapelle du couvent des Capucins, rue Noire.
- Chapelle du monastère du Carmel, rue du Coudray.
- Chapelle des carmélites, rue des Carmélites (cinéma « Le Cinématographe »).
- Chapelle des Clarisses chapelle du monastère Sainte-Claire, rue Molac.
- Chapelle du couvent de Marie-Réparatrice, rue Mondésir.
- Chapelle de la congrégation de la Sainte-Famille, avenue de la Priaute (ancienne).
- Chapelle de la congrégation de la Sainte-Famille, avenue de la Priaute (nouvelle).
- Chapelle de la congrégation des Sœurs de la Sagesse, rue Frédéric-Cailliaud (hôtel).
- Chapelle des Franciscains chapelle Sainte-Croix, rue du Colonel Desgrées du Lou.
- Chapelle des Jésuites, chapelle Notre-Dame-du-Calvaire, rue Dugommier.
- Chapelle des Sœurs de l'Espérance, passage Louis-Lévesque.
- Chapelle du monastère Sainte-Marie de la visitation, rue Maréchal-Joffre.
- Chapelle du couvent de la Visitation, rue de Richebourg (lycée Clémenceau).
- Couvent de la Visitation, rue Gambetta.
- Chapelle du Christ-Roi, rue d'Allonville.
- Chapelle de l'Hôtel-Dieu, rue Gaston-Veil.
- Chapelle du collège Victor-Hugo, rue Bel-Air.
- Chapelle de l'école Saint-Michel, rue de Gigant.
- Chapelle du Lycée Eugène-Livet, rue Dufour.
- Chapelle du lycée Notre-Dame-de-Toutes-Aides, boulevard Louis-Millet.
- Chapelle du lycée Saint-Joseph-du-Loquidy, boulevard Michelet.
- Chapelle de la maison de retraite Bon Pasteur, rue du Haut Moreau.
- Chapelle de la maison de retraite Saint-Joseph, rue Gaston-Turpin.
- Chapelle de la maison de retraite Notre-Dame-du-Chêne, rue de la Brianderie.
- Chapelle de la maison de retraite de la Grande-Providence, rue Gaston-Turpin.
- Chapelle de la Bienheureuse-Vierge-Marie, de l'institution Françoise d'Amboise-Chavagnes, rue Mondésir.
- Chapelle Notre-Dame de Béthléem à la Morrhonnière.
- Chapelle Notre-Dame-de-Bonne-Garde, rue Saint-Jacques.
- Chapelle de La Persagotière, rue Frère Louis.
- Chapelle de Launay-Violette.
- Chapelle des Petites-Sœurs-des-Pauvres chapelle Sainte-Anne de la maison de retraite des Petites Sœurs des Pauvres (détruite en 2016)
- Chapelle du château de l'Eraudière, chemin de l'Eraudière

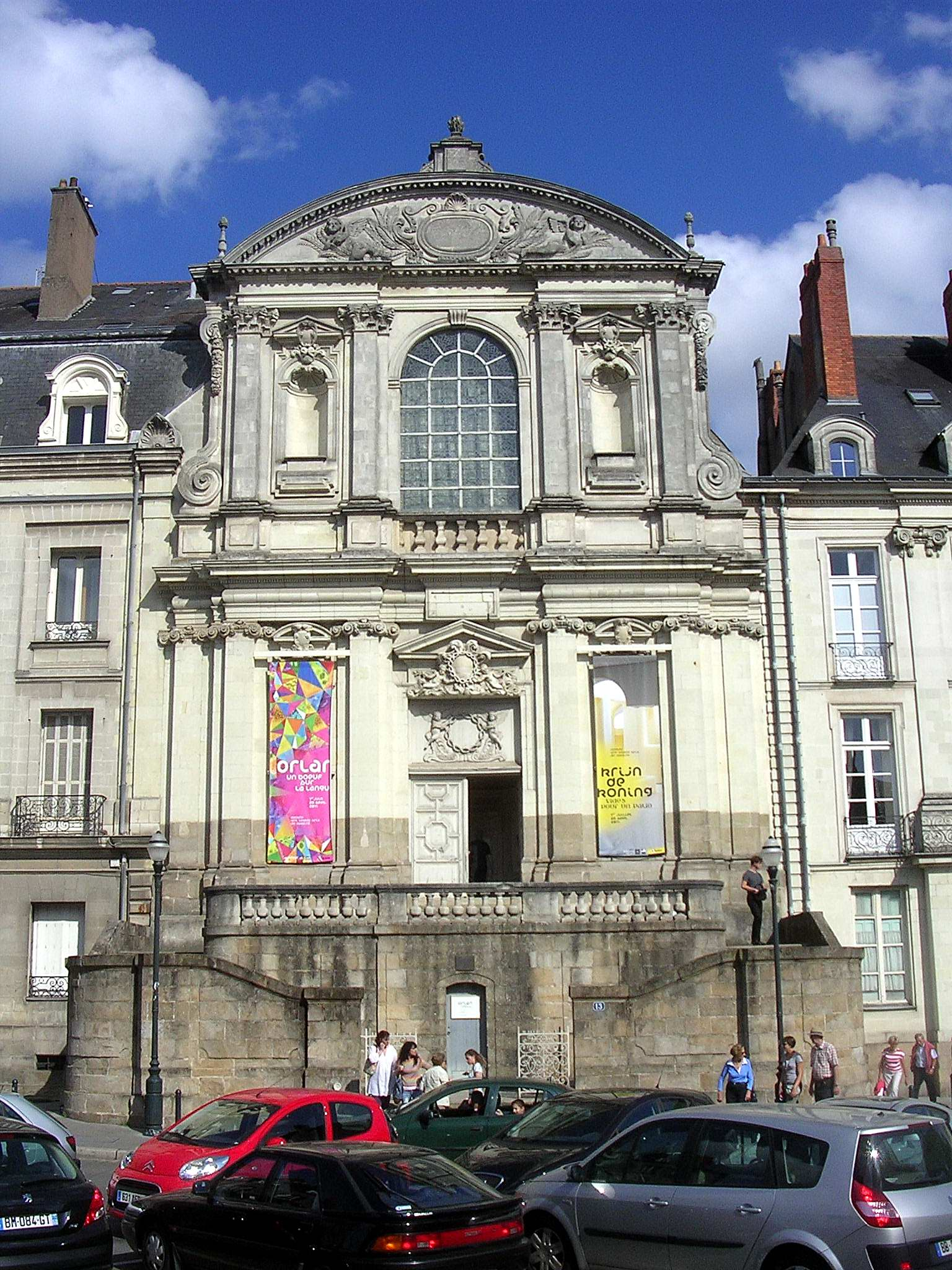
Chapelle de l'Oratoire
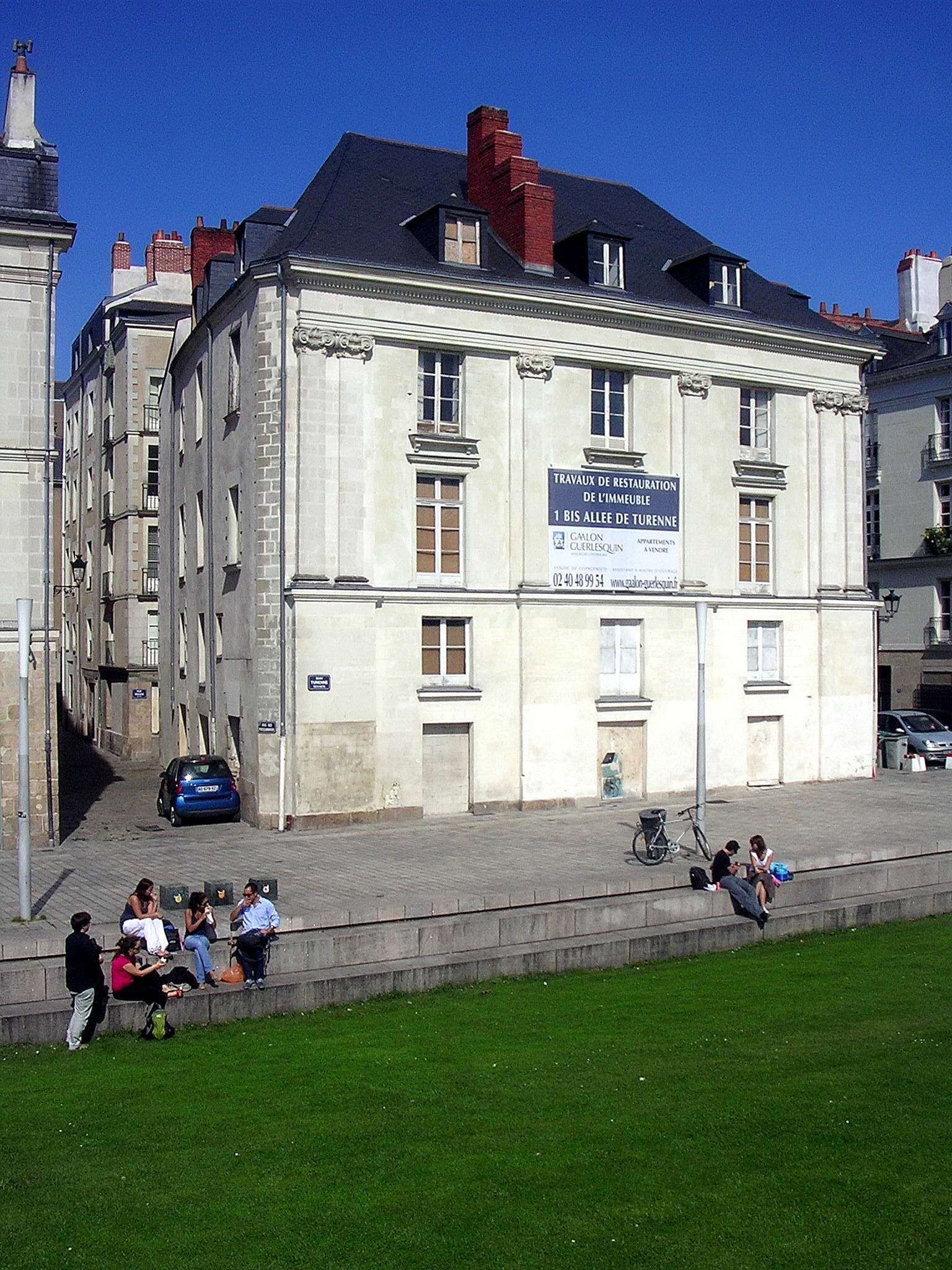
Chapelle Notre-Dame-de-Bonsecours
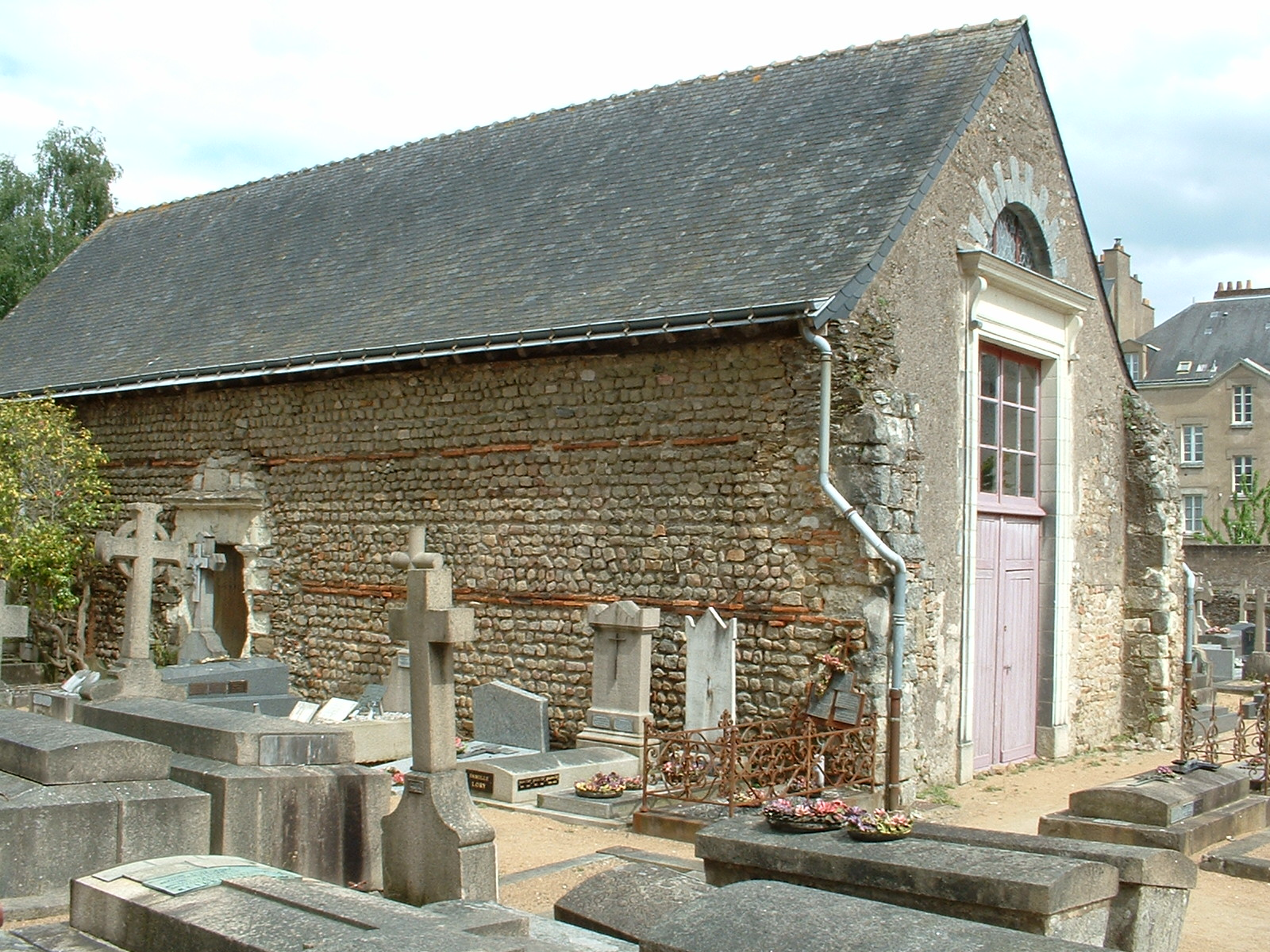
Chapelle Saint-Étienne
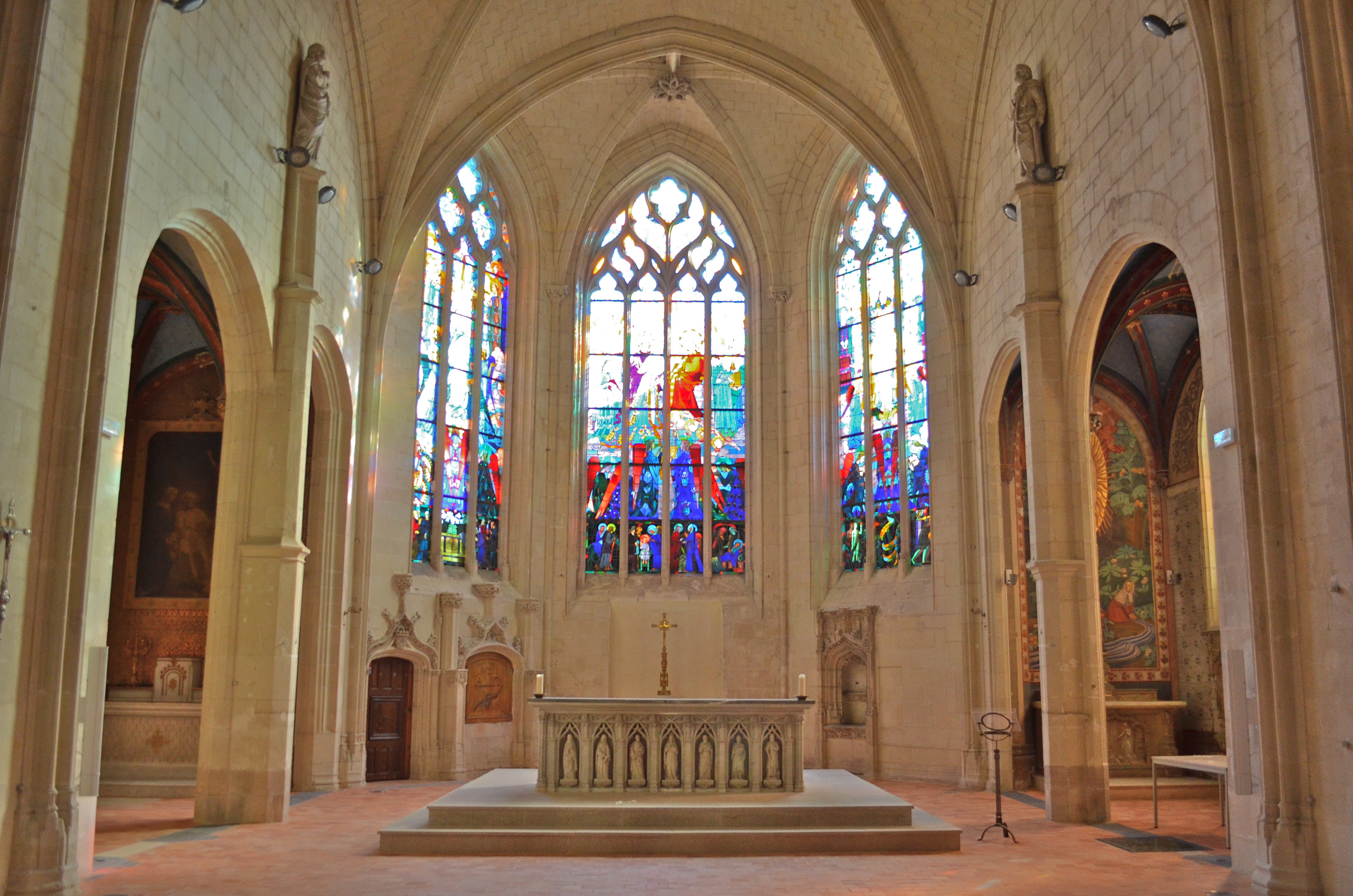
Chapelle Notre-Dame-de-l'Immaculée-Conception
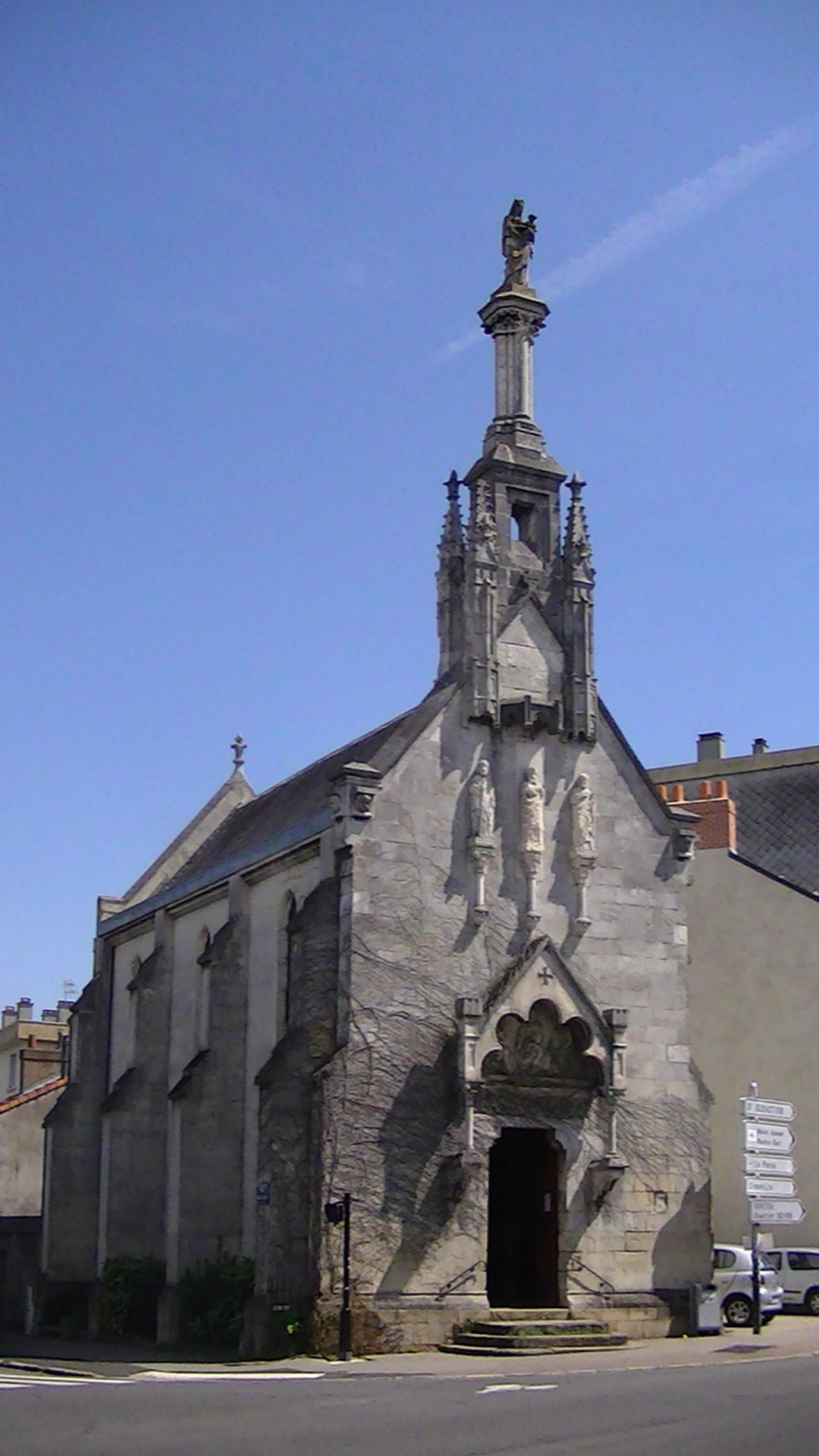
Chapelle Notre-Dame de Bonne-Garde

## Culte protestant
- Temple protestant, place Édouard-Normand. Inauguré en 1958, ce bâtiment fut conçu par l'architecte Victoire Durand-Gasselin, qui était elle-même de confession protestante. Cet édifice remplace le précédent, construit en 1855 place de l'Édit-de-Nantes, et détruit par un bombardement le 23 septembre 1943.
- Église protestante évangélique, rue du Corps-de-Garde.
- Église adventiste du 7e Jour, boulevard Auguste-Péneau.
- Église chrétienne évangélique, rue du Pontereau.
- Église protestante évangélique de la Beaujoire, boulevard de la Beaujoire.
- Église protestante évangélique de l’Estuaire, rue des Alouettes.
- Église protestante évangélique Nantes Boissière, rue des Renards.
- Église évangélique de Pentecôte, rue Docteur-Pouzin-Malègue.
- Église protestante baptiste, rue de l'Ouche-Buron.
- Église évangelique Communion Biblique Universitaire, boulevard Gabriel-Lauriol.

## Culte néo-apostolique
- Église néo-apostolique, rue Marcel-Hatet.

## Culte orthodoxe
- Église orthodoxe "La Résurrection", située dans la chapelle Saint Jean de Bosco, rue du Moulin des Carmes [11] ;
- Église orthodoxe Saint-Basile-de-Césarée-et-Saint-Alexis-d'Ugine, située à proximité de l’église catholique Saint-Georges-des-Batignolles, boulevard de la Beaujoire ;
- Paroisse orthodoxe roumaine (dans la chapelle Saint-Marc - maison des Œuvres) 37, rue Gaston-Turpin
- Église orthodoxe la Trinité Saint-Clair, rue Stendhal.

## Culte mormon
- Église mormone, 123 route de Sainte-Luce.

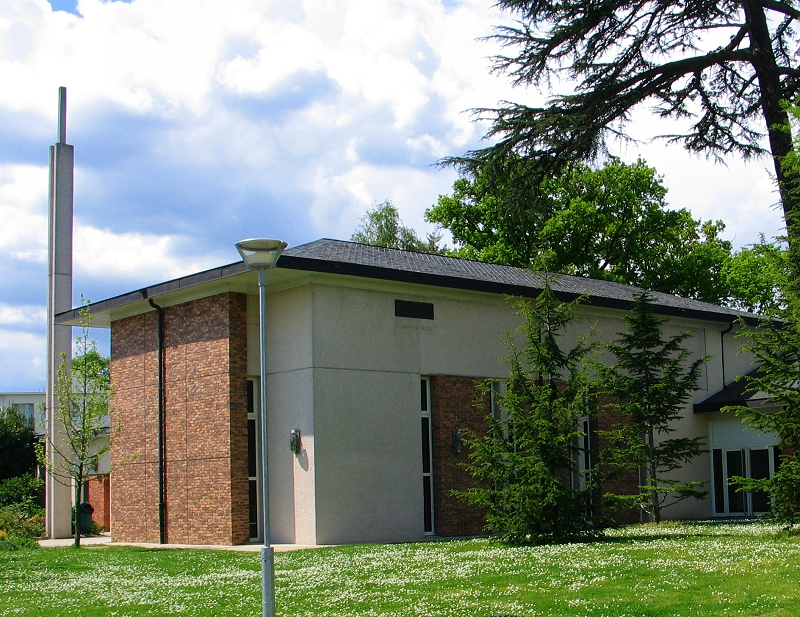
Église mormone de Nantes

## Culte israélite
- Synagogue et consistoire israélite de Nantes, impasse Copernic.

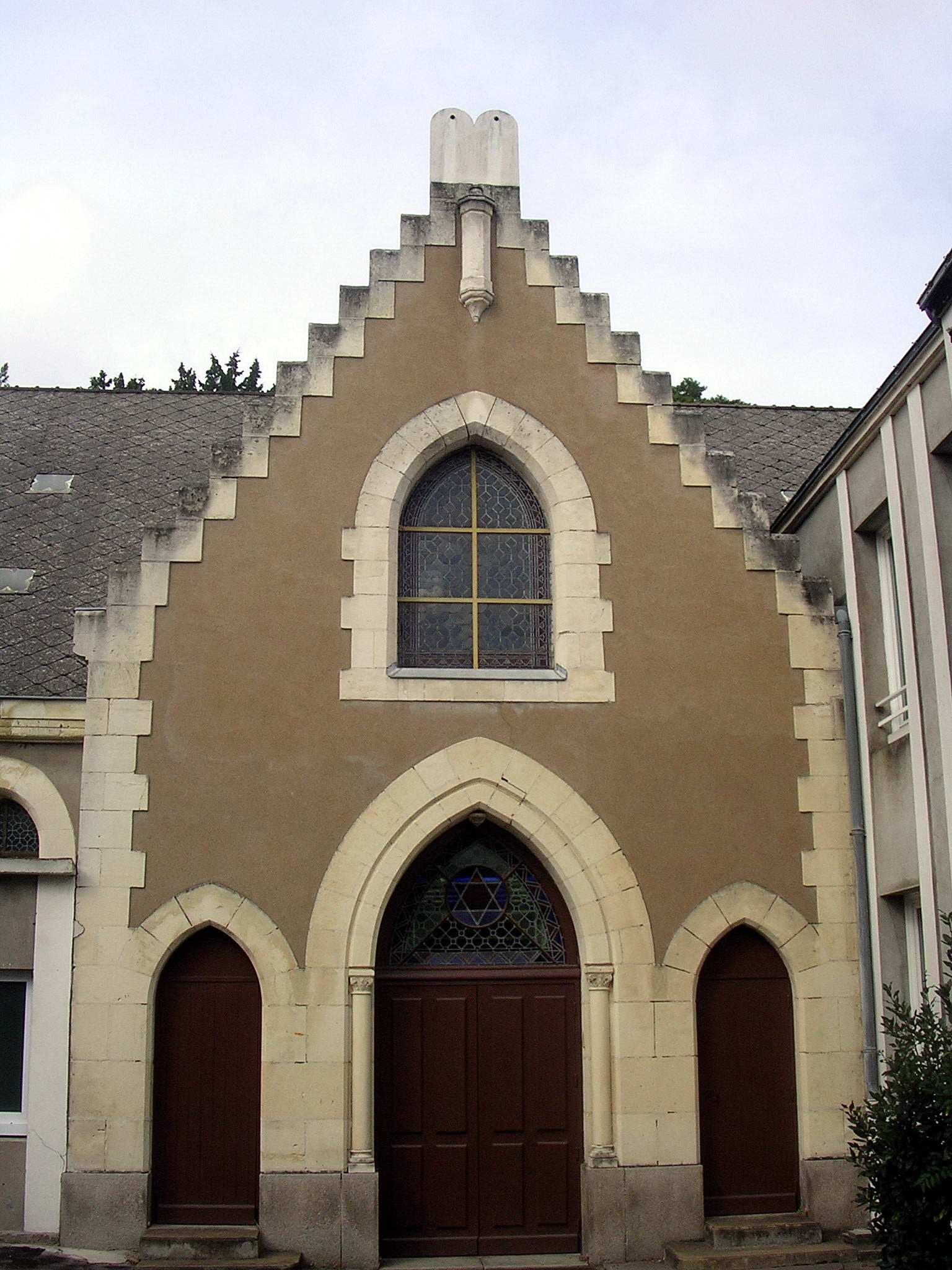
Synagogue de Nantes

## Culte musulman
La mairie de Nantes et les différentes communautés musulmanes de la ville ont engagé une politique de construction de mosquées. La municipalité facilite cette construction en octroyant des baux emphytéotiques aux loyers modérés auprès des communautés religieuses qui récoltent alors des fonds notamment auprès de leurs fidèles.
- Association culturelle musulmane de Nantes, rue Eugène-Thomas.
- Mosquée Mevlana, rue du Jamet.

Depuis 2009, trois autres grandes mosquées ont été construites :
- la mosquée Arrahma, située boulevard René-Cassin[12]. est située au nord de la ville ;
- la mosquée Osmanli (dite « mosquée des Turcs »), située boulevard du Bâtonnier-Cholet, a adopté une architecture ottomane avec un minaret haut de 18 mètres ;
- la mosquée Assalam[13], située à rue de la Roche, est le plus grand édifice affecté au culte musulman construit dans l'Ouest de la France, pouvant accueillir mille cinq cents personnes. Elle adopte un style moderne, avec un minaret éclairé.

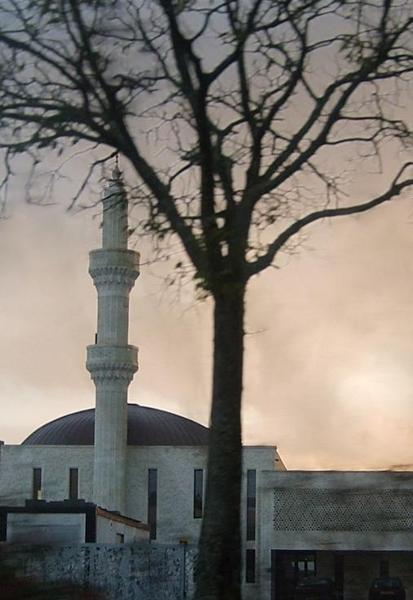
Mosquée Osmanli.

## Culte bouddhiste
- Centre d'étude et de méditation du bouddhisme tibétain, 12 rue de l'Héronnière
- Centre Bouddhiste Nichiren, rue du Général-Buat.
- Centre Bouddhiste Kadampa Toushita, 64 rue de la Bottière

## Culte antoiniste
- Temple du culte antoiniste, 11 rue de la Constitution[14],[15].

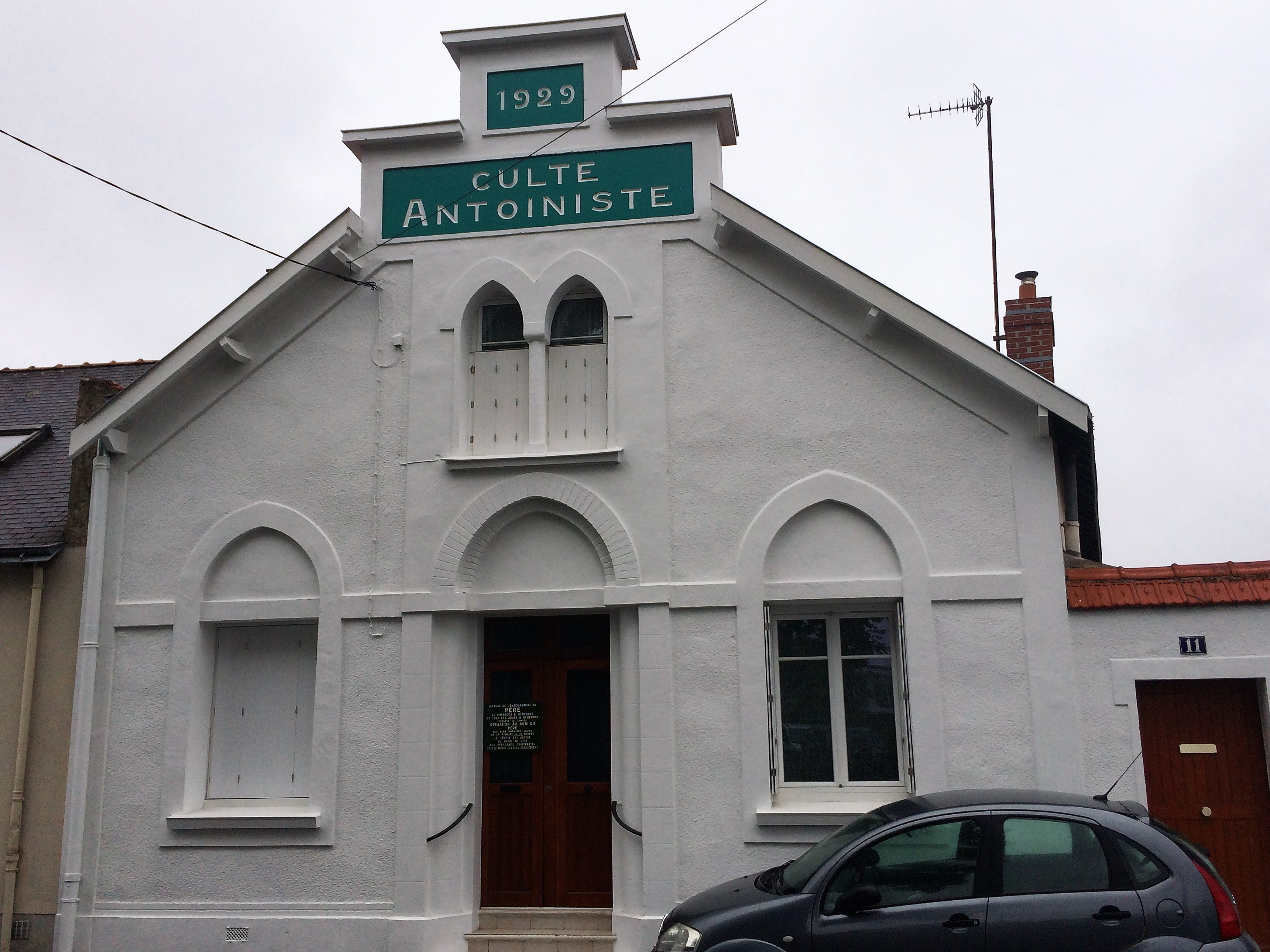
Temple antoiniste de Nantes.

## Culte des témoins de Jéhovah
- Salle du royaume des témoins de Jéhovah, rue Auguste Brizeux.
- Salle du royaume des témoins de Jéhovah, route de la Jonelière.
- Salle du royaume des témoins de Jéhovah, rue de Bêle.